# Đoạn Amur
Đoạn Amur, tên khoa học Tilia amurensis, là một loài thực vật có hoa trong họ Cẩm quỳ. Loài này được Rupr. miêu tả khoa học đầu tiên năm 1869.